# Saint-Georges-du-Rosay
Saint-Georges-du-Rosay és un municipi francès situat al departament del Sarthe i a la regió de País del Loira. L'any 2007 tenia 403 habitants.

## Demografia

### Població
El 2007 la població de fet de Saint-Georges-du-Rosay era de 403 persones. Hi havia 171 famílies de les quals 49 eren unipersonals (33 homes vivint sols i 16 dones vivint soles), 57 parelles sense fills, 53 parelles amb fills i 12 famílies monoparentals amb fills.
La població ha evolucionat segons el següent gràfic:
Habitants censats

### Habitatges
El 2007 hi havia 244 habitatges, 175 eren l'habitatge principal de la família, 54 eren segones residències i 15 estaven desocupats. 243 eren cases i 1 era un apartament. Dels 175 habitatges principals, 127 estaven ocupats pels seus propietaris, 46 estaven llogats i ocupats pels llogaters i 2 estaven cedits a títol gratuït; 1 tenia una cambra, 18 en tenien dues, 56 en tenien tres, 45 en tenien quatre i 54 en tenien cinc o més. 133 habitatges disposaven pel capbaix d'una plaça de pàrquing. A 80 habitatges hi havia un automòbil i a 77 n'hi havia dos o més.

### Piràmide de població
La piràmide de població per edats i sexe el 2009 era:
| Homes | Edats   | Dones |
| ----- | ------- | ----- |
| 0     | 95 o +  | 0     |
| 0     | 90 a 94 | 0     |
| 4     | 85 a 89 | 4     |
| 4     | 80 a 84 | 8     |
| 0     | 75 a 79 | 12    |
| 4     | 70 a 74 | 8     |
| 4     | 65 a 69 | 12    |
| 8     | 60 a 64 | 4     |
| 8     | 55 a 59 | 12    |
| 16    | 50 a 54 | 8     |
| 20    | 45 a 49 | 8     |
| 24    | 40 a 44 | 16    |
| 16    | 35 a 39 | 20    |
| 28    | 30 a 34 | 12    |
| 16    | 25 a 29 | 16    |
| 0     | 20 a 24 | 8     |
| 4     | 15 a 19 | 20    |
| 12    | 10 a 14 | 12    |
| 20    | 5 a 9   | 20    |
| 4     | 0 a 4   | 12    |

## Economia
El 2007 la població en edat de treballar era de 271 persones, 200 eren actives i 71 eren inactives. De les 200 persones actives 187 estaven ocupades (106 homes i 81 dones) i 13 estaven aturades (5 homes i 8 dones). De les 71 persones inactives 30 estaven jubilades, 14 estaven estudiant i 27 estaven classificades com a «altres inactius».

### Ingressos
El 2009 a Saint-Georges-du-Rosay hi havia 186 unitats fiscals que integraven 434 persones, la mediana anual d'ingressos fiscals per persona era de 17.359 €.

### Activitats econòmiques
Dels 17 establiments que hi havia el 2007, 3 eren d'empreses de fabricació d'altres productes industrials, 4 d'empreses de construcció, 3 d'empreses de comerç i reparació d'automòbils, 1 d'una empresa de transport, 1 d'una empresa d'informació i comunicació, 1 d'una empresa financera, 2 d'empreses de serveis i 2 d'empreses classificades com a «altres activitats de serveis».
Dels 4 establiments de servei als particulars que hi havia el 2009, 1 era una fusteria, 2 electricistes i 1 empresa de construcció.
Dels 2 establiments comercials que hi havia el 2009, 1 era una botiga de menys de 120 m² i 1 una botiga de mobles.
L'any 2000 a Saint-Georges-du-Rosay hi havia 24 explotacions agrícoles que ocupaven un total de 1.216 hectàrees.

## Equipaments sanitaris i escolars
El 2009 hi havia una escola elemental integrada dins d'un grup escolar amb les comunes properes formant una escola dispersa.

## Poblacions més properes
El següent diagrama mostra les poblacions més properes.